# سباق طواف فرنسا 1914
سباق طواف فرنسا 1914 من سلسلة سباقات سباق طواف فرنسا. أقيم هذا السباق في تاريخ 28 يونيو - 26 يوليو 1914 على 15 مراحل. بعد مرور 200 ساعة و28 دقيقة و48 ثانية وبعد طي 5405 كم بمتوسط 26.835 كم في الساعة فاز بالميدالية الذهبية فيليب تيه من بلجيكا، فيما حصد هنري بليسيه من فرنسا الميدالية الفضية، وكانت الميدالية البرونزية من نصيب جان ألافوان من فرنسا.

## الميداليات
| ذهب                | فضة                 | برونز               |
| فيليب تيه - بلجيكا | هنري بليسيه - فرنسا | جان ألافوان - فرنسا |